# Ecphylus micrommatus
Ecphylus micrommatus är en stekelart som beskrevs av Marsh 2002. Ecphylus micrommatus ingår i släktet Ecphylus och familjen bracksteklar. Inga underarter finns listade i Catalogue of Life.